# Hydrocotyle dichondroides
Hydrocotyle dichondroides là một loài thực vật có hoa trong Họ Cuồng. Loài này được Makino mô tả khoa học đầu tiên năm 1910.